# Ana Girardot
Ana Girardot (Parijs, 1 augustus 1988) is een Franse actrice.
Ze is de dochter van Hippolyte Girardot en Isabel Otero, en de kleindochter van de kunstschilders Antonio Otero en Clotilde Vautier. Ze heeft geen familieverwantschap met de Franse actrice Annie Girardot.
Ze volgde enkele jaren acteerlessen in New York, maar maakte carrière in Frankrijk.
Ze speelt in langspeelfilms, tv-films en toneel.
Ze speelt tevens de rol van Lucy Clarsen in de televisie-serie Les Revenants

## Filmografie
- Après l'amour van Diane Kurys — Juliette (1992)
- Simon Werner a disparu... van Fabrice Gobert — Alice Cartier (2010)
- Cloclo van Florent Emilio Siri — Isabelle Forêt (2012)
- Radiostars van Romain Lévy — Sabrina (2012)
- Amitiés sincères van Stéphan Archinard en François Prévôt -Leygonie — Clémence (2013)
- Paradise Lost (Escobar: Paradise Lost) van Andrea Di Stefano — Anne (2014)
- Le Beau Monde van Julie Lopes-Curval — Alice (2014)
- La prochaine fois je viserai le cœur van Cédric Anger — Sophie (2014)
- Un homme idéal van Yann Gozlan — Alice Fursac (2014)
- Foujita van Kôhei Oguri — Youki (2015)
- Saint-Amour van Gustave Kervern en Benoît Delépine (2016)
- Ce qui nous lie van Cédric Klapisch — Juliette (2017)
- Knock van Lorraine Lévy (2017)
- Retour en Bourgogne van Cédric Klapisch (2017)

- Bibliothèque nationale de France: cb165407191 (data)
- Gemeinsame Normdatei: 1038080290
- International Standard Name Identifier: 0000 0003 5683 5720
- Library of Congress Control Number: no2017093816
- Nederlandse Thesaurus van Auteursnamen: 334334535
- Système universitaire de documentation: 150652585
- Virtual International Authority File: 187455020
- WorldCat: E39PBJqbf9T3FH7kfxqjghVV4q